# Championnat du Danemark de football 1993-1994
Navigation
Saison précédente Saison suivante
La saison 1993-1994 du Championnat du Danemark de football était la 81e édition du championnat de première division au Danemark. Les 10 meilleurs clubs du pays se retrouvent au sein d'une poule unique où ils s'affrontent deux fois, à domicile et à l'extérieur. À l'issue de cette première phase, les deux derniers au classement participent à une poule de promotion-relégation avec les meilleurs clubs de 1.division. Les huit autres formations participent à une deuxième phase pour le titre où elles rejouent deux fois les unes contre les autres.
C'est le Silkeborg IF qui remporte la compétition en terminant en tête de la deuxième phase. C'est le tout premier titre de champion du Danemark de l'histoire du club.

## Les 10 clubs participants
| - FC Copenhague - Viborg FF - Promu de 1.division - AGF Aarhus - Næstved IF - Silkeborg IF | - Ikast FS - Promu de 1.division - OB Odense - Lyngby BK - Brondby IF - AaB Aalborg |

## Compétition
Le barème utilisé pour établir tous les classements est le suivant :
- Victoire : 2 points
- Match nul : 1 point
- Défaite : 0 point

### Première phase
| Rang | Équipe            | Pts | J  | G  | N  | P  | Bp | Bc | Diff |
| ---- | ----------------- | --- | -- | -- | -- | -- | -- | -- | ---- |
| 1    | Silkeborg IF      | 25  | 18 | 9  | 7  | 2  | 34 | 20 | +14  |
| 2    | OB Odense         | 24  | 18 | 9  | 6  | 3  | 27 | 16 | +11  |
| 3    | FC Copenhague (T) | 22  | 18 | 10 | 2  | 6  | 32 | 22 | +10  |
| 4    | Brøndby IF        | 20  | 18 | 7  | 6  | 5  | 32 | 24 | +8   |
| 5    | Lyngby BK         | 20  | 18 | 5  | 10 | 3  | 19 | 23 | -4   |
| 6    | AaB Aalborg       | 17  | 18 | 4  | 9  | 5  | 28 | 25 | +3   |
| 7    | Ikast FS (P)      | 17  | 18 | 5  | 7  | 6  | 31 | 29 | +2   |
| 8    | AGF Aarhus        | 15  | 18 | 5  | 5  | 8  | 30 | 31 | -1   |
| 9    | Næstved IF        | 10  | 18 | 3  | 4  | 11 | 28 | 46 | -18  |
| 10   | Viborg FF (P)     | 10  | 18 | 3  | 4  | 11 | 25 | 50 | -25  |

|  | Participation à la deuxième phase                      |
|  | Participation a la poule de promotion-relégation       |
|  | (T) : Tenant du titre (P) : Promu de deuxième division |

### Deuxième phase
Les clubs conservent la moitié de leurs points acquis lors de la première phase, arrondie au supérieur.
| Rang | Équipe            | Pts | J  | G | N | P | Bp | Bc | Diff |
| ---- | ----------------- | --- | -- | - | - | - | -- | -- | ---- |
| 1    | Silkeborg IF      | 31  | 14 | 8 | 2 | 4 | 23 | 15 | +8   |
| 2    | FC Copenhague (T) | 29  | 14 | 8 | 2 | 4 | 27 | 19 | +8   |
| 3    | Brøndby IF (C)    | 27  | 14 | 6 | 5 | 3 | 21 | 14 | +7   |
| 4    | OB Odense         | 27  | 14 | 5 | 5 | 4 | 17 | 16 | +1   |
| 5    | AaB Aalborg       | 23  | 14 | 4 | 6 | 4 | 18 | 19 | -1   |
| 6    | Lyngby BK         | 21  | 14 | 5 | 1 | 8 | 17 | 21 | -4   |
| 7    | Ikast FS (P)      | 20  | 14 | 3 | 5 | 6 | 16 | 23 | -7   |
| 8    | AGF Aarhus        | 16  | 14 | 3 | 2 | 9 | 11 | 23 | -12  |

|  | Qualification pour la Ligue des clubs champions 1994-1995                                      |
|  | Qualification pour la Coupe des Coupes 1994-1995                                               |
|  | Qualification pour la Coupe UEFA 1994-1995                                                     |
|  | (T) : Tenant du titre (C) : Vainqueur de la Coupe du Danemark (P) : Promu de deuxième division |

### Poule de promotion-relégation
Les 2 derniers de première phase, Naestved IF et Viborg FF affrontent les 6 meilleurs clubs de 1.division au sein d'une poule où les équipes s'affrontent 2 fois, à domicile et à l'extérieur. Les 2 premiers à la fin des matchs se maintiennent ou accèdent à la Superligaen.
| Rang | Équipe          | Pts | J  | G | N | P | Bp | Bc | Diff |
| ---- | --------------- | --- | -- | - | - | - | -- | -- | ---- |
| 1.   | Næstved IF (D1) | 27  | 14 | 8 | 3 | 3 | 32 | 10 | +22  |
| 2.   | Fremad Amager   | 26  | 14 | 7 | 5 | 2 | 30 | 17 | +13  |
| 3.   | Herfølge BK     | 24  | 14 | 7 | 4 | 3 | 24 | 17 | +7   |
| 4.   | Viborg FF (D1)  | 22  | 14 | 6 | 3 | 5 | 23 | 16 | +7   |
| 5.   | Vejle BK        | 20  | 14 | 4 | 4 | 6 | 20 | 26 | -6   |
| 6.   | Ølstykke BK     | 18  | 14 | 4 | 5 | 5 | 17 | 26 | -9   |
| 7.   | Brønshøj BK     | 12  | 14 | 3 | 2 | 9 | 19 | 37 | -18  |
| 8.   | AC Horsens      | 11  | 14 | 2 | 4 | 8 | 14 | 30 | -16  |

| Résultats (▼dom., ►ext.) | Brøn | Frem | Herf | Hors | Næs | Vejl | Vibo | Ølst |
| Brønshøj BK              |      | 3-6  | 0-3  | 3-1  | 2-1 | 1-3  | 0-4  | 3-0  |
| Fremad Amager            | 3-1  |      | 2-1  | 1-2  | 0-1 | 1-1  | 1-1  | 1-1  |
| Herfølge BK              | 0-0  | 0-3  |      | 4-1  | 1-0 | 4-1  | 2-1  | 3-1  |
| AC Horsens               | 2-2  | 2-4  | 2-2  |      | 0-6 | 0-1  | 2-0  | 1-1  |
| Næstved IF               | 7-1  | 1-1  | 3-0  | 2-0  |     | 2-0  | 1-1  | 4-0  |
| Vejle BK                 | 2-1  | 2-2  | 1-2  | 1-1  | 4-2 |      | 0-2  | 2-2  |
| Viborg FF                | 3-1  | 1-2  | 1-1  | 2-0  | 0-2 | 2-0  |      | 5-1  |
| Ølstykke BK              | 2-1  | 0-3  | 1-1  | 1-0  | 0-0 | 4-2  | 3-0  |      |

## Bilan de la saison
| Championnat du Danemark de football 1993-1994 |                          |
| Champion                                      | Silkeborg IF (1er titre) |
| Coupes et trophées                            |                          |
| Vainqueur de la Coupe du Danemark 1993-1994   | Brøndby IF               |
| Qualifications continentales                  |                          |
| Ligue des clubs champions 1994-1995           | Silkeborg IF             |
| Coupe des Coupes 1994-1995                    | Brøndby IF               |
| Coupe UEFA 1994-1995                          | FC Copenhague            |
| Coupe UEFA 1994-1995                          | OB Odense                |
| Promotions et relégations                     |                          |
| Promus en Superligaen                         | Fremad Amager            |
| Relégués en 1.division                        | Viborg FF                |